# Boris Pistorius
Boris Ludwig Pistorius (Osnabrück, 14 maart 1960) is een Duitse politicus namens de Sozialdemokratische Partei Deutschlands (SPD). Sinds 19 januari 2023 is hij minister van Defensie in de Duitse bondsregering. Eerder was hij onder meer burgemeester van zijn geboortestad Osnabrück (2006–2013) en minister in de regering van Nedersaksen (2013–2023).

## Biografie
Boris Pistorius werd geboren in 1960 en groeide op als middelste van drie broers. Hun moeder, Ursula Pistorius, was namens de sociaaldemocratische SPD actief als gemeenteraadslid in Osnabrück (1972–1996) en parlementslid in de Landdag van Nedersaksen (1978–1990). In 1976 sloot de toen 16-jarige Boris zich ook aan bij deze partij.
Na het behalen van zijn Abitur (1978) en het voltooien van zijn dienstplicht (begin jaren tachtig) studeerde Pistorius rechtswetenschap aan de universiteiten van Osnabrück, Münster en Angers. Tussen 1991 en 1996 was hij werkzaam als referent van Gerhard Glogowski, destijds de minister van Binnenlandse Zaken en viceminister-president in de regering van Nedersaksen.

### Burgemeester en deelstaatminister
In navolging van zijn moeder werd Pistorius in 1996 gekozen in de gemeenteraad van Osnabrück. Tien jaar later, in november 2006, volgde zijn benoeming tot Oberbürgermeister van de stad, nadat hij tussen 1999 en 2002 al locoburgemeester was geweest. Pistorius begon in 2011 aan een tweede ambtstermijn als burgemeester, maar trad in februari 2013 af om zitting te nemen in de Nedersaksische deelstaatregering. Als minister van Binnenlandse Zaken diende hij vervolgens in het kabinet van minister-president Stephan Weil. Tweemaal (in 2017 en 2022) werd hij in deze functie herbenoemd. Bij de deelstaatverkiezingen van 2017 werd Pistorius bovendien voor het eerst verkozen in de Landdag van Nedersaksen.
In 2019 deed Pistorius een gooi naar het federale voorzitterschap van de SPD. Hij vormde hiervoor een duo met Petra Köpping, minister in de regering van Saksen. Met 14,4% van de stemmen slaagden ze er echter niet in het partijleiderschap te veroveren.

### Bondsminister van Defensie
In januari 2023 werd Pistorius benoemd tot bondsminister van Defensie in het kabinet-Scholz. Hij nam daarmee de plaats in van zijn partijgenoot Christine Lambrecht, die na hevige kritiek het veld had moeten ruimen. Vanwege zijn overstap naar de landelijke politiek legde Pistorius zijn taken in Nedersaksen neer.
Als minister van Defensie pleitte Pistorius ervoor om, na jarenlange bezuinigingen, de Duitse strijdkrachten fors te versterken. Hiervoor werd honderd miljoen euro uitgetrokken. Tegelijkertijd werden onder zijn leiding miljarden aan militaire hulp geschonken aan Oekraïne, om zich te kunnen verdedigen in de oorlog tegen Rusland. In 2024 diende Pistorius met succes een voorstel in voor een herinvoering van de Duitse dienstplicht, zij het op vrijwillige basis.
Tijdens zijn ministerschap werd Pistorius in verschillende opiniepeilingen uitgeroepen tot de populairste politicus van Duitsland. In aanloop naar de vervroegde Bondsdagverkiezingen van 2025 werd door sommige SPD-leden dan ook gepleit om hem, ten koste van de impopulaire bondskanselier Olaf Scholz, als kanselierskandidaat naar voren te schuiven. Pistorius stelde zich hier echter niet voor beschikbaar en sprak zijn steun uit voor Scholz, die uiteindelijk een zware verkiezingsnederlaag leed.
Na de verkiezingen trad onder bondskanselier Friedrich Merz (CDU) een nieuwe bondsregering aan, waarin de SPD echter wel vertegenwoordigd bleef. Van alle ministers in het voorgaande kabinet-Scholz was Pistorius de enige die zijn functie behield.

### Huwelijken en gezin
Pistorius heeft twee dochters uit zijn eerste huwelijk met Sabine Pistorius (geboortenaam Hess), die in 2015 overleed. Tussen 2016 en 2022 had hij een relatie met Doris Schröder-Köpf. In 2023 trouwde hij met politicologe Julia Schwanholz.
- Gemeinsame Normdatei: 133165507
- International Standard Name Identifier: 0000 0000 2310 5244
- Virtual International Authority File: 45483301
- WorldCat: E39PBJt8gKPPHXJwhdf9k9Gyh3